# Russell Square

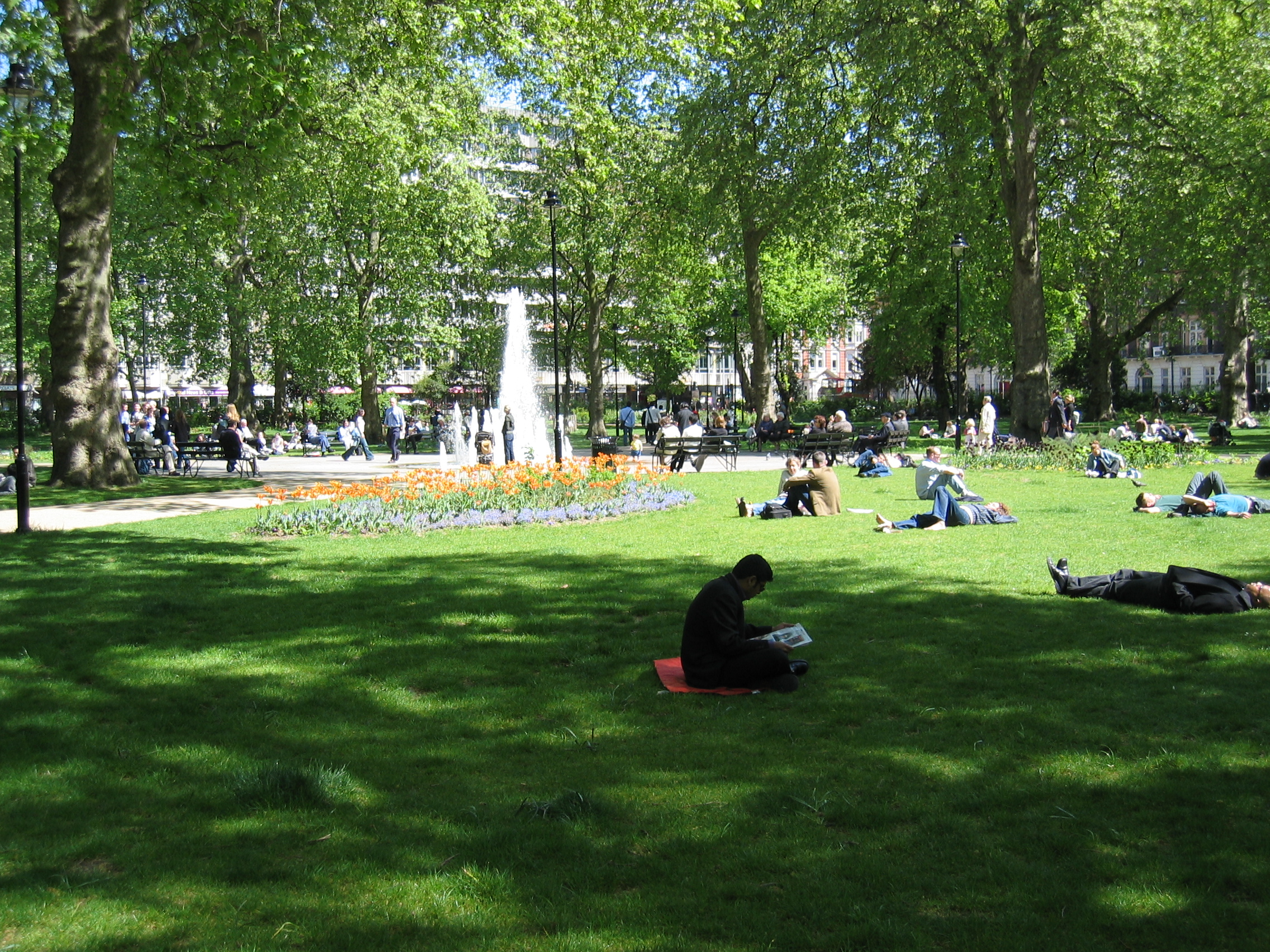
Parken i sommartid.

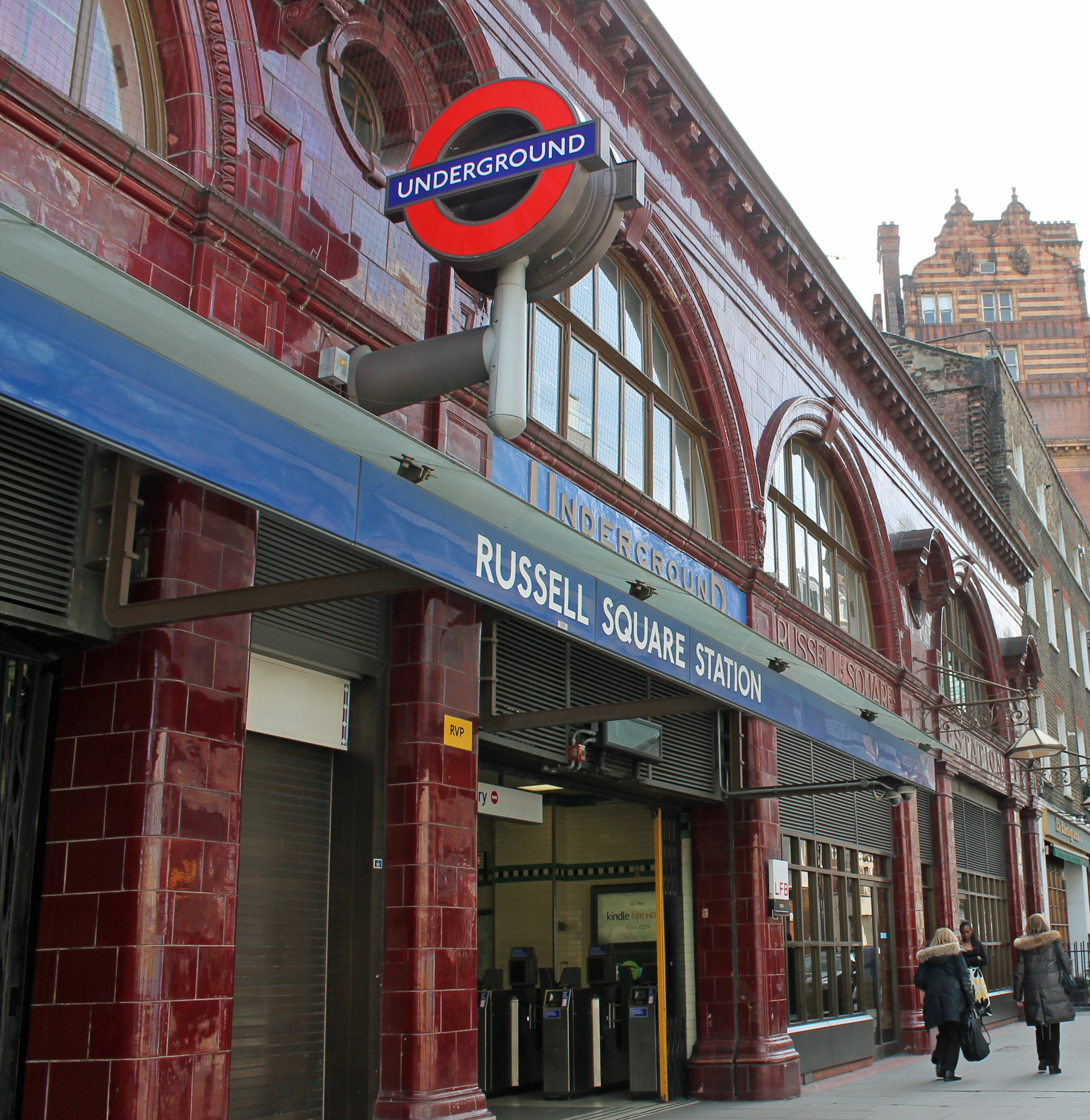
Tunnelbanestation Russell Square

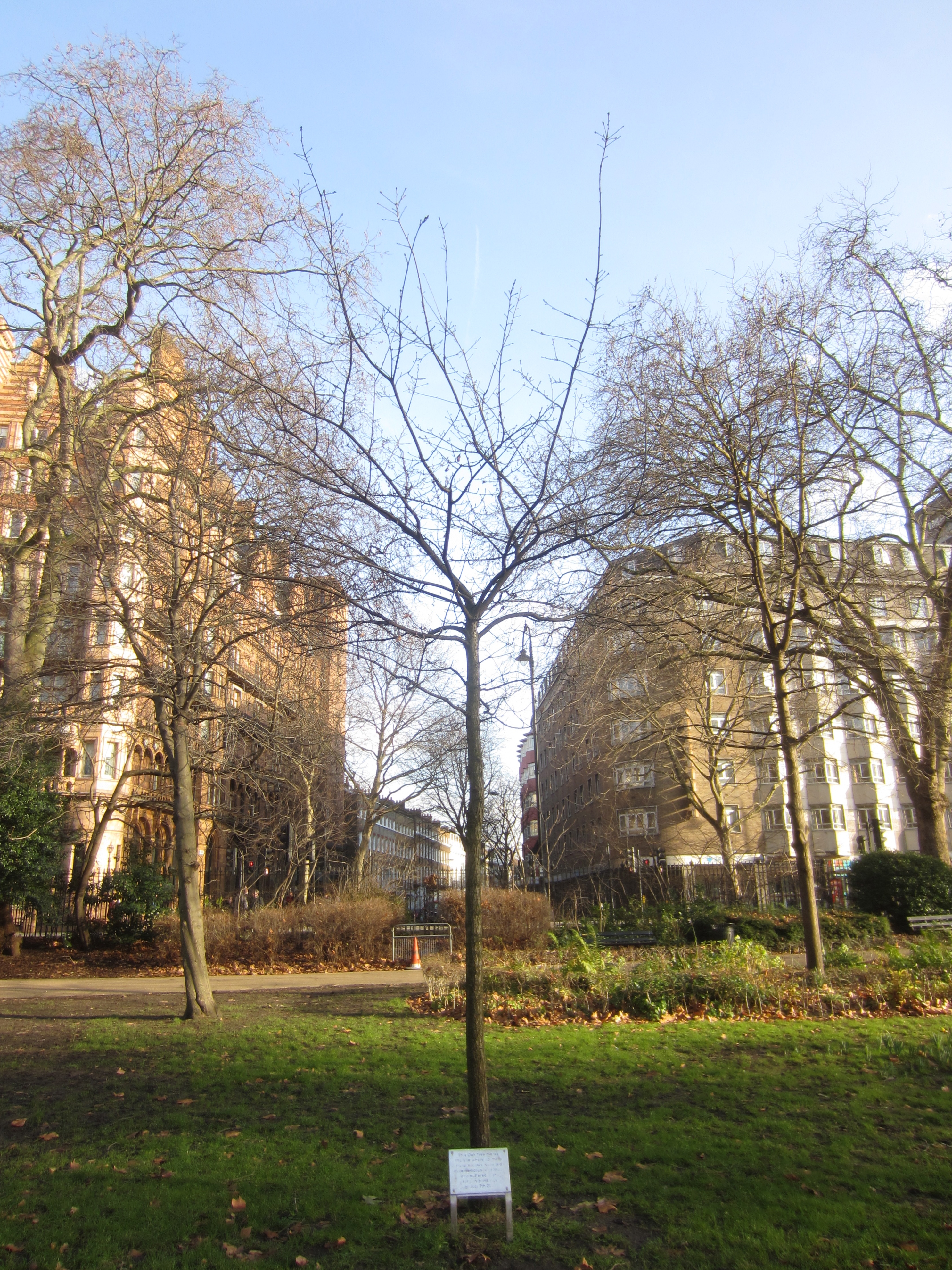
Det unga ekträdet markerar platsen där många blommor lades för att hedra offren i samband med attentaten i juli 2005.

Russell Square är en park i stadsdelen Bloomsbury i centrala London. Runt parken ligger en hel del utbildnings- och forskningsinstitutioner av stor vikt både i det egna landet och internationellt. Till dessa hör University of London, vars huvudbyggnad Senate House ligger omedelbart väster om parken, School of Oriental and African Studies, SOAS, i nordväst, Institute of Education och Japan Foundation i norr. Väster om parken ligger British Museum, ett av Storbritanniens mest besökta museer; öster om den hotellet Russell Hotel. Söder om parken ligger det åren 2006–08 restaurerade Victoria House, vilket tidigare var påtänkt som ny huvudbyggnad för Londons stadsstyrelse och borgmästare (projektet misslyckades; en ny byggnad uppfördes istället för stadsstyrelsen i östra London, på en tomt tvärs över floden Themsen från det historiska befästningsverket Towern).

## Terroristattackerna den 7 Juli 2005
Vid terroristattackerna i London den 7 juli 2005 exploderade två av de sammanlagt fyra sprängladdningarna på platser runt eller i närheten av Russell Square. Den första bomben exploderade på ett tunnelbanetåg när tåget körde mellan stationerna Russell Square och King's Cross St. Pancras. Tunnelbanetunnlarna här invigdes 1906; de är mycket trånga och generellt sett i mindre gott skick. Delar av tunnlarna rasade samman i samband med att bomben exploderade. Detta ledde till att det blev mycket svårt för överlevande och sårade att hämtas upp ur underjorden. Det blev också svårt att hämta upp de döda. Eftersom attentaten skedde mitt i sommaren utsattes räddningsmanskapet som tog hand om de döda för svåra psykiska påfrestningar. De överlevande – chockade och sårade – och de döda, togs upp ur underjorden via stationen Russell Square omedelbart bredvid parken med samma namn. De lades på marken utanför tunnelbanestationen för att få första hjälpen eller, om så var fallet, dödförklaras.
Den andra bomben exploderade på en buss på gatan Woburn Place, omedelbart norr om parken. En av passagerarna hade tagit med sig den kraftiga sprängladdningen. Bussen totaldemolerades och flertalet av de ombordvarande dödades omedelbart.
Det finns ett minnesmärke över terroristattackernas offer. Ett ekträd har planterats i parken söder om kaféet. En skylt upplyser om att "denna ek markerar platsen där så många blommor lades till åminnelse av dem som blev lidande vid bombningarna i London den 7 juli 2005".

## Galleri

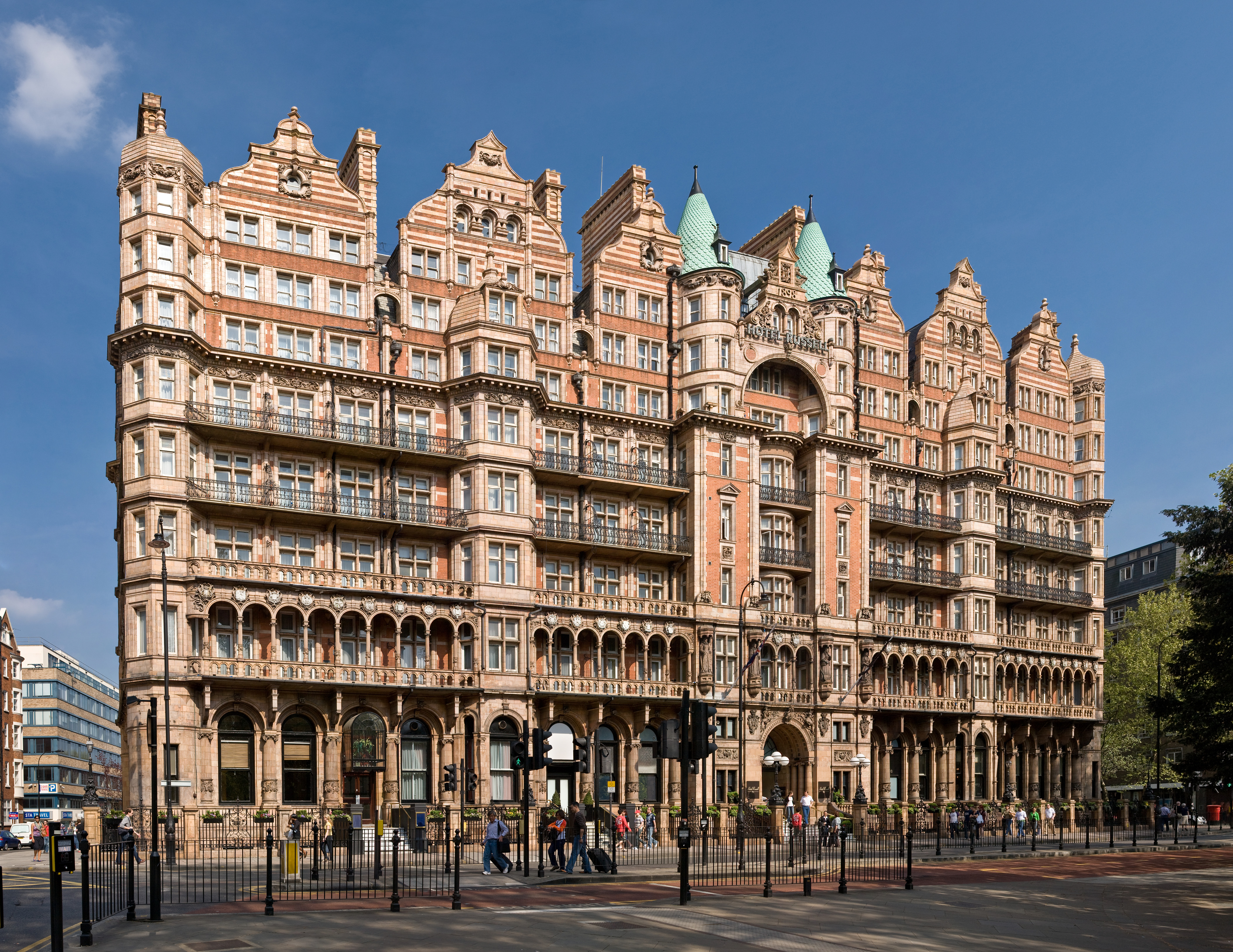
Hotel Russell, 1–8 Russell Square.
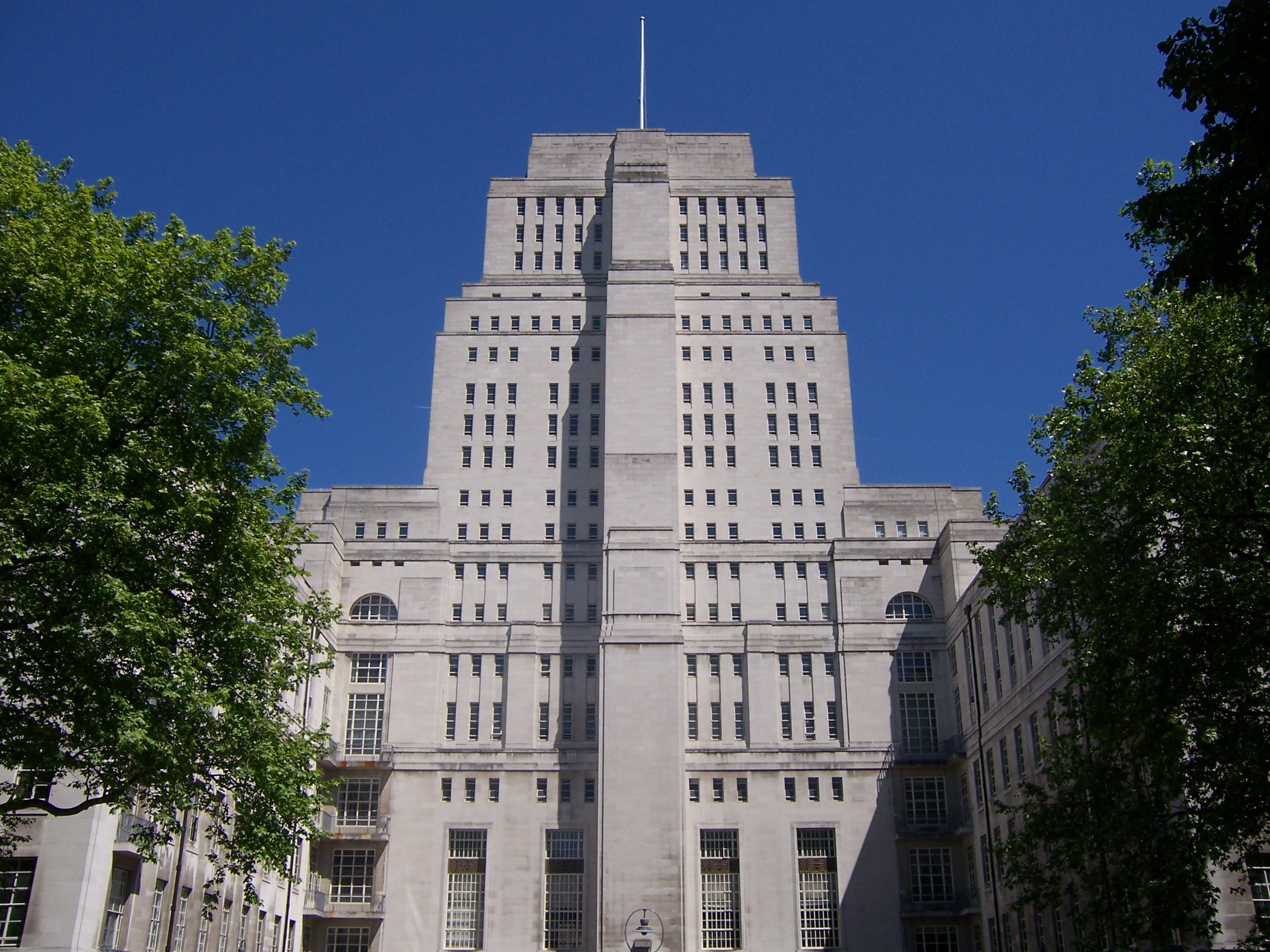
Londonuniversitetets huvudbyggnad Senate House ligger vid Russell Square.
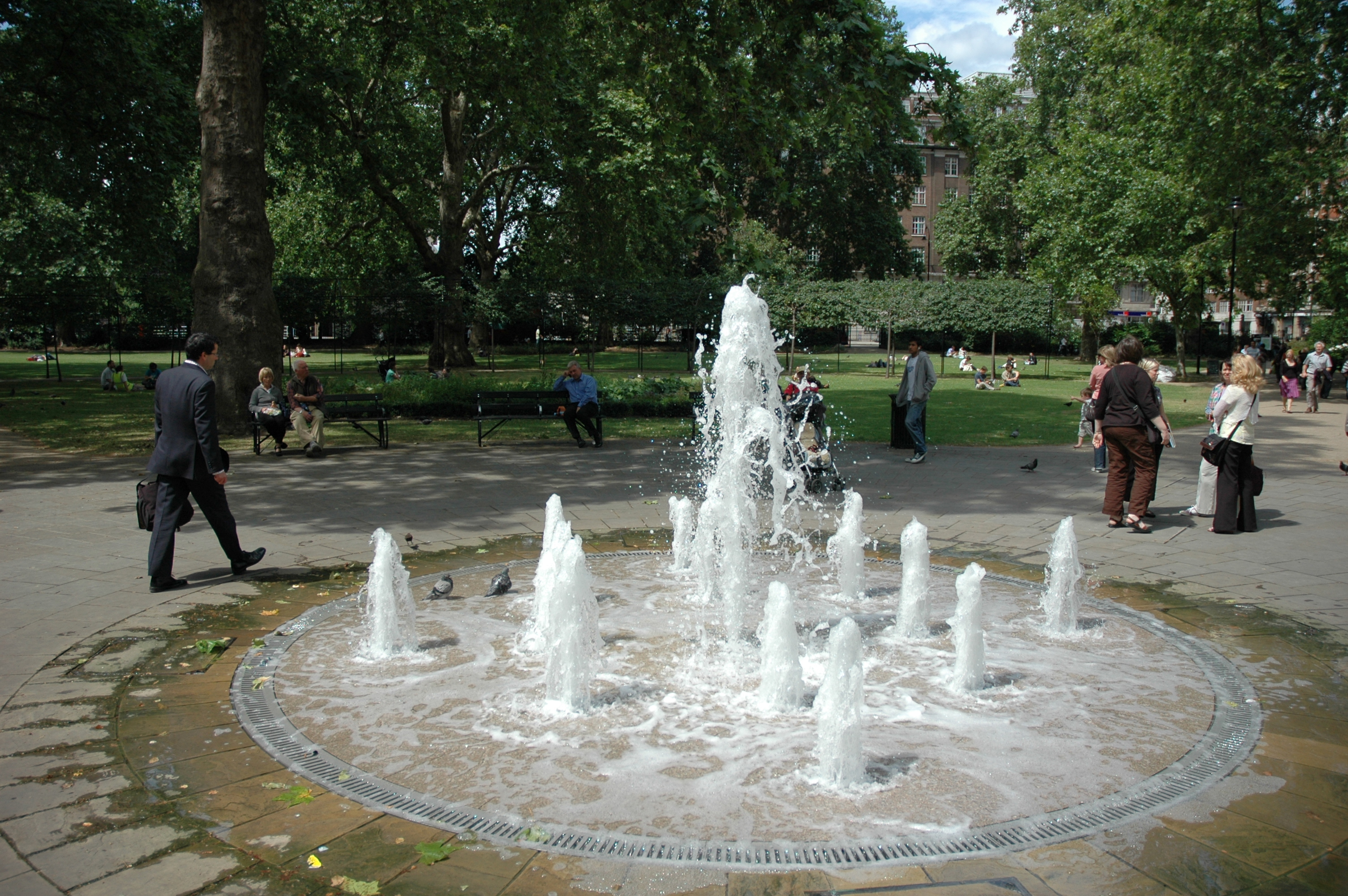
Fontänen i parken.
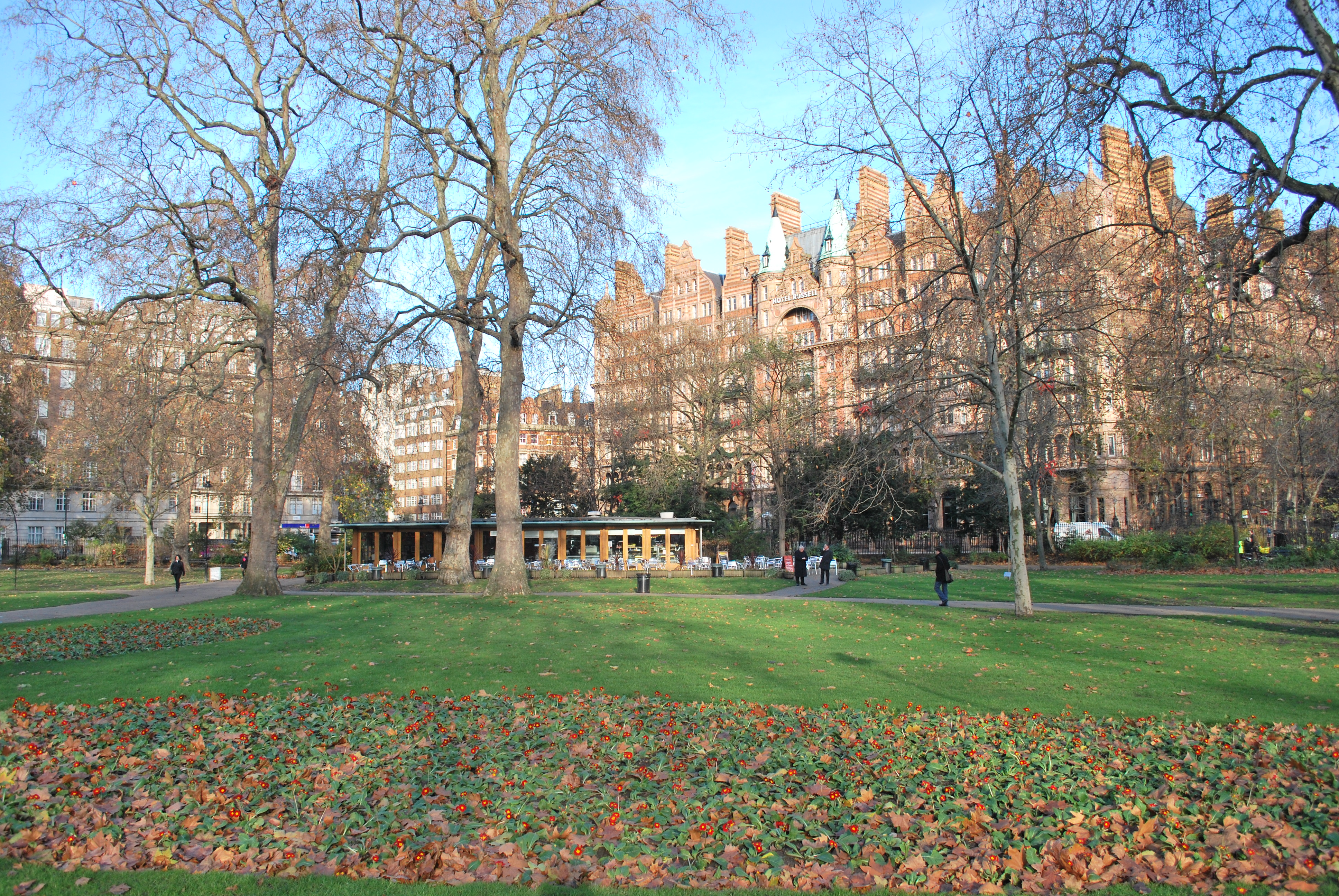
Kaféet i parken.